# 藤原末茂
藤原 末茂（ふじわら の すえしげ/すえもち）は、奈良時代の貴族。藤原北家、左大臣・藤原魚名の三男。官位は従五位上・美作守。

## 経歴
宝亀8年（777年）3月に父・魚名の曹司（官衙の庁舎）に光仁天皇が行幸した際、従六位上から三階昇進して従五位下に叙爵され、同年10月図書頭に任ぜられる。のち、左衛士員外佐・中衛少将といった武官や、美濃介・肥後守等の地方官を歴任する。
桓武朝に入ると、天応2年（782年）突如として左大臣として太政官の首班にあった父・魚名が失脚すると、末茂も他の兄弟と共に連座して、土佐介に左遷される。翌延暦2年（783年）兄・鷹取と共に入京を許され、延暦3年（784年）7月には一旦伊予守に任ぜられるものの、同年9月には再び日向介に左遷されてしまう。
その後、再び赦されたらしく、延暦7年（788年）内匠頭、延暦9年（790年）従五位上・美作守に叙任されている。

## 官歴
『続日本紀』による。
- 時期不詳：従六位上
- 宝亀8年（777年） 3月16日：従五位下。10月13日：図書頭
- 宝亀9年（778年） 2月9日：美濃介
- 宝亀10年（779年） 2月9日：左衛士員外佐。2月23日：肥後守
- 宝亀11年（780年） 2月9日：左衛士員外佐、肥後守如故。9月1日：中衛少将
- 天応2年（782年） 6月14日：土左介
- 延暦2年（783年） 7月23日：入京
- 延暦3年（784年） 7月13日：伊予守。9月12日：日向介
- 延暦7年（788年） 3月21日：内匠頭
- 延暦9年（790年） 2月27日：従五位上。3月10日：美作守

## 系譜
『尊卑分脈』による。
- 父：藤原魚名
- 母：藤原宇合の娘
- 生母不詳の子女
  - 男子：藤原沢継
  - 男子：藤原野継
  - 男子：藤原門継
  - 男子：藤原総継
  - 女子：藤原道雄室